# Schampur

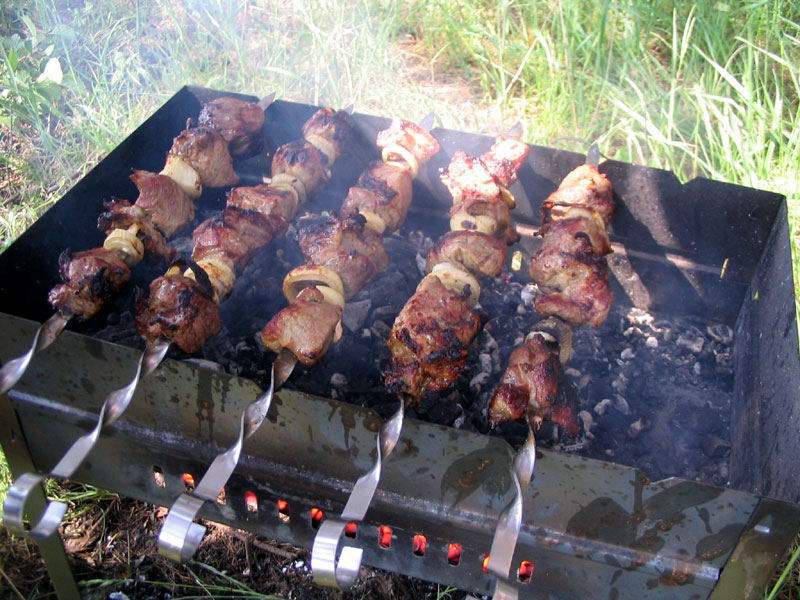
Mit Schaschlik belegte Schampura auf dem Grill

Als Schampur bzw. Shabur (Mehrzahl: Schampura) werden in Russland spezielle Schaschlik-Grillspieße (auch: Schaschlik-Spieße) bezeichnet.

## Bezeichnung
Schampur (russ.: Шампур) bedeutet dt.: Spieß bzw. auch Metallspieß. Diese werden unter weiteren Bezeichnungen zur Zubereitung von Schaschlik vor allem in Osteuropa, bei den Turkvölkern, im Iran, Aserbaidschan etc. verwendet. Schampur bezeichnet in der Regel das Küchenwerkzeug, nicht den belegten Grillspieß selbst (Fleischspieß oder Schaschlik-Spieß kann z. B. beides bezeichnen).

## Aussehen und Material
Schampura werden in der Regel zur Zubereitung von Schaschlik (russisch шашлык) auf dem Grill verwendet und sind in einer großen Zahl an Varianten in Verwendung, sehr oft aus Metall, teilweise auch aus Edelstahl. Teilweise sind diese kunstvoll gedreht, teilweise in Form eines langen Messers (etwa 30 bis 100 cm lang) mit Holz- oder Kunststoffgriff.
 Schampura unterscheiden sich von anderen Grillspießen durch ihre meist drei- oder viereckige Form. Dadurch wird ermöglicht, dass sich der Schampur auf dem traditionellen Schaschlik-Holzgrill (Mangal) nicht wie runde Grillspieße selbsttätig drehen kann und das Fleisch konzentriert auf einer Seite der Hitze am offenen Feuer zugewandt bleibt, bis es vom Grillmeister gewendet wird. Die eckige Form verhindert auch, dass sich das Grillgut (z. B. mariniertes Fleisch, Gemüse etc.) auf dem Spieß selbst drehen kann. Teilweise sind auch Grillspieße mit halbrunder Grundform in Verwendung.